# Leah Keshet
Leah Edelstein-Keshet est une biomathématicienne israélo-canadienne.

## Biographie
Leah Edelstein-Keshet naît en Israël, et émigre au Canada avec ses parents à l'âge de 12 ans. Elle est un professeure à l'Université de la Colombie-Britannique. Elle est l'auteur du livre de références du SIAM Modèles mathématiques en biologie.
En 1995, elle devient la première femme présidente de la Society for Mathematical Biology. En 2003, elle reçoit le prix Krieger-Nelson de la Société mathématique du Canada. En 2022 elle est lauréate de la conférence von Neumann.